# Морски орли
Морски орел
Морските орли (Haliaeetus) са род едри дневни грабливи птици, които имат и представител в България. Размахът на крилете достига 2,5 m и теглото им до 7-9 кг, като е описан случай на 12 кг женска на стелеров орел.

## Разпространение и биотоп
Срещат се в Европа (включително България), Африка и Азия. Обитават предимно крайбрежия. В България се среща единствено видът Морски орел (Haliaeetus albicilla). В Европа, Северна Африка и Близкия Изток са отчитани и други два вида - черноопашатият морски орел (като вагрант във Финландия, Израел, Холандия, Норвегия и Полша), и белоглавият морски орел (като случаен вид от Северна Америка установен в Ирландия през 1973 и 1987 година.

## Начин на живот и хранене
Много силни птици, ловуващи практически всякаква по-едра плячка като риба, птици, бозайници и др.

## Допълнителни сведения
На територията на България морският орел е изключително рядък и защитен от закона вид. У нас той е гнездящо-постоянен вид с извънредно малобройна численост - до 100 зимуващи двойки и и единици преминаващи индивиди.

## Списък на видовете
- род Haliaeetus -- Морски орли
  - Haliaeetus albicilla -- Морски орел (Белоопашат орел, Белоопашат морски орел)
  - Haliaeetus leucocephalus -- Белоглав орел (Белоглав морски орел)
  - Haliaeetus leucogaster --
  - Haliaeetus leucoryphus -- черноопашат морски орел
  - Haliaeetus pelagicus -- Стелеров морски орел
  - Haliaeetus sanfordi --
  - Haliaeetus vocifer -- Африкански белоглав морски орел
  - Haliaeetus vociferoides --

1. 1 2  Svensson, Lars. Полеви определител на птиците.   София, БДЗП, 2023. ISBN 978-954-8310-51-2. с. 94, 426, 441.